# Висяты (Браславский район)
Висяты (бел. Вісяты) — деревня в Браславском районе Витебской области Беларуси. Входит в состав Тетерковского сельсовета.

## Топоним
Название восходит к мужскому имени Висад (Висят), имеющему германское происхождение.

## География
Деревня находится в западной части Витебской области, к востоку от озера Густаты (Густата), к югу от автодороги Н-2103, на расстоянии приблизительно 20 километров (по прямой) к юго-востоку от города Браслав, административного центра района. Площадь населённого пункта — 0,0025 км².

## Население
По данным переписи 2019 года, постоянное население в деревне отсутствовало.
| Год  | Население, человек |
| ---- | ------------------ |
| 2009 | 0                  |
| 2019 | → 0                |